# Piero Marini
Piero Marini (ur. 13 stycznia 1942 w Valverde) – włoski duchowny rzymskokatolicki, doktor nauk teologicznych w zakresie liturgiki, arcybiskup, mistrz papieskich ceremonii liturgicznych w latach 1987–2007, przewodniczący Papieskiego Komitetu ds. Międzynarodowych Kongresów Eucharystycznych w latach 2007–2021.

## Życiorys
Abp Piero Marini był jednym z najbliższych współpracowników Jana Pawła II (obok Stanisława Dziwisza).

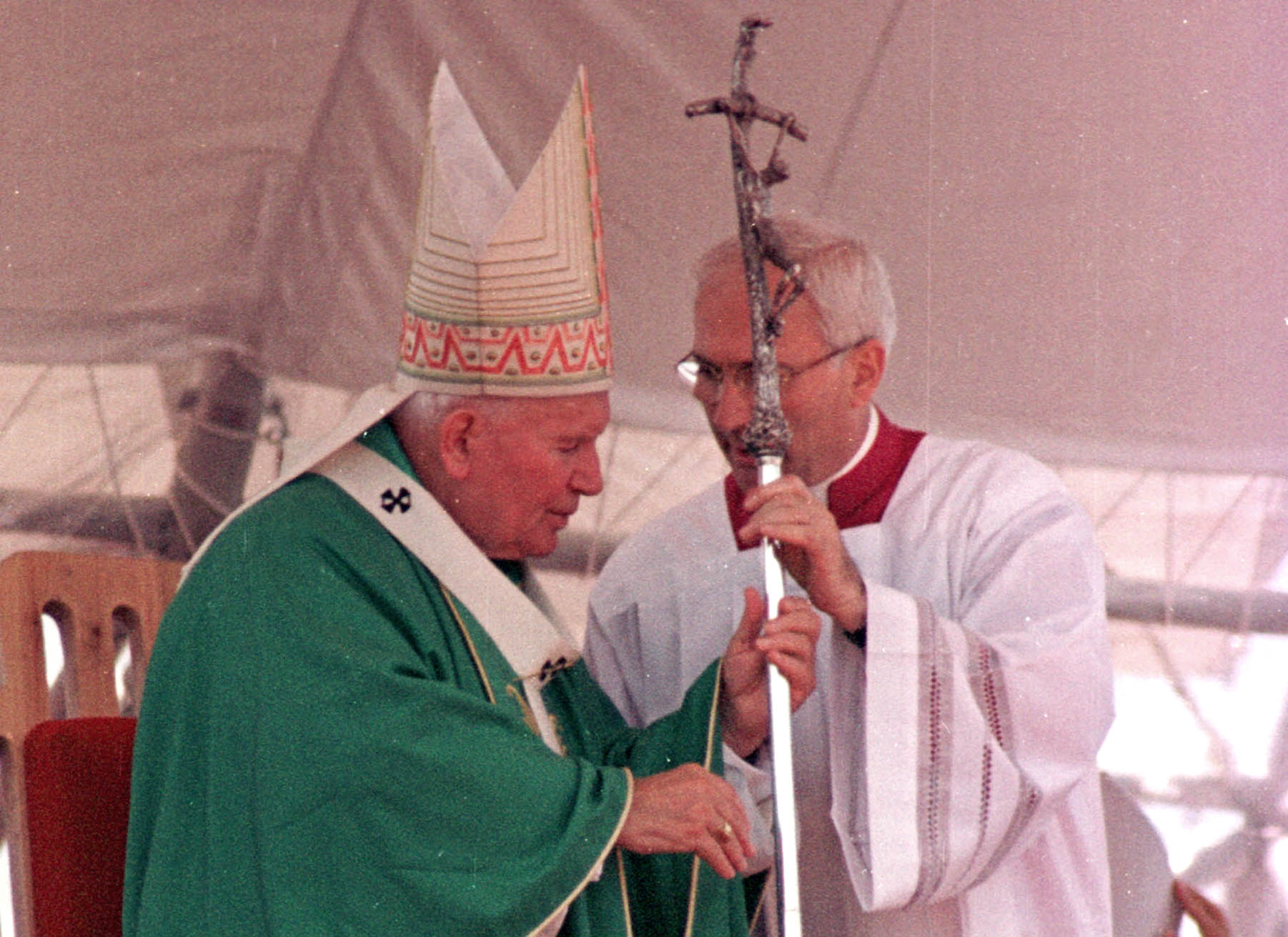
Piero Marini jako mistrz ceremonii przy Janie Pawle II.

Święcenia kapłańskie przyjął 27 czerwca 1965, następnie rozpoczął służbę w kurii rzymskiej jako liturgista, co było zgodne z jego doktoratem w tej dziedzinie (początkowo praca w komisji do spraw realizacji reformy liturgicznej według założeń Soboru Watykańskiego II). Od 1970 w Św. Kongregacji ds. Kultu Bożego i Dyscypliny Sakramentów. Pełnił tam funkcję prywatnego sekretarza prefekta kongregacji – kardynała Arturo Tabery Araoz, a od 1985 – funkcję podsekretarza tejże kongregacji. 
W międzyczasie Marini współpracował z Prefekturą Ceremonii Papieskich, jako specjalista od posoborowej liturgii. Następnie zorganizował Urząd Ceremonii Papieskich. Od 23 lutego 1987 do 1 października 2007 kierował nim jako mistrz papieskich ceremonii liturgicznych. Od 1 października 2007 jest Przewodniczącym Komitetu Organizacyjnego Kongresów Eucharystycznych.
W 1986 Jan Paweł II wyniósł go do godności prałata honorowego Jego Świątobliwości oraz mianował go nadzwyczajnym protonotariuszem apostolskim. Od 14 lutego 1998 biskup tytularny Martirano (święceń biskupich udzielił mu 19 marca 1998 papież z towarzyszeniem kardynałów Sodano i Macharskiego), a od 29 września 2003 arcybiskup. Piero Marini był notariuszem na konklawe w kwietniu 2005.
13 września 2021 papież Franciszek przyjął jego rezygnację, złożoną ze względu na osiągnięcie wieku emerytalnego. 
18 maja 2022 otrzymał tytuł doktora honoris causa Uniwersytetu Papieskiego Jana Pawła II w Krakowie. 